# Microrregión de Teófilo Otoni
La microrregión de Teófilo Otoni es una de las microrregiones del estado brasilero de Minas Gerais perteneciente a la mesorregión Valle del Mucuri. Su población fue estimada en 2006 por el IBGE en 253.658 habitantes y está dividida en trece municipios. Posee un área total de 11.608,785 km².

## Municipios
- Ataleia
- Catuji
- Franciscópolis
- Frei Gaspar
- Itaipé
- Ladainha
- Malacacheta
- Novo Oriente de Minas
- Ouro Verde de Minas
- Pavão
- Poté
- Setubinha
- Teófilo Otoni

- Datos: Q2455705
- Multimedia: Teófilo Otoni / Q2455705